# تپه حمه مرادنی
تپه حمه مرادنی مربوط به عصر مس - دوران‌های تاریخی پس از اسلام است و در شهرستان مریوان، بخش مرکزی، روستای نی واقع شده و این اثر در تاریخ ۲۷ مرداد ۱۳۸۲ با شمارهٔ ثبت ۹۶۱۸ به‌عنوان یکی از آثار ملی ایران به ثبت رسیده است.